# Google Pixel
Google Pixel е марка потребителски електронни устройства, разработени от Google, които работят или с Chrome OS, или с операционна система Android. Първото устройство от серията Pixel е представено през февруари 2013 г. Линията Pixel включва лаптопи, таблети и смартфони, както и няколко аксесоари.

## Смартфони
- Google Pixel и Google Pixel XL
- Google Pixel 2 и Google Pixel 2 XL
- Google Pixel 3 и Google Pixel 3 XL
- Google Pixel 3a и Google Pixel 3a XL
- Google Pixel 4 и Google Pixel 4 XL

## Таблети
- Pixel C
- Pixel Slate

## Лаптопи
- Chromebook Pixel (2013)
- Chromebook Pixel (2015)
- Pixelbook
- Pixelbook Go